# Mittellandkanal
Le Mittellandkanal, avec ses 325,3 km de longueur, est la plus longue voie navigable artificielle de l'Allemagne. Il est aussi la voie navigable Est-Ouest la plus importante. Il relie le Rhin avec l'Ems, la Weser et l'Elbe par l'intermédiaire du canal Rhin-Herne et du canal Dortmund-Ems. Il forme également la jonction avec l'Oder à travers le canal Elbe-Havel, ainsi que plusieurs fleuves et lacs du Brandebourg. Au niveau européen, il constitue le système principal des voies navigables reliant l'Europe de l'Ouest à l'Europe de l'Est. Son nom signifie littéralement « canal du Centre ».